# Willie Galimore
College Football Hall of Fame 1999
(en) Statistiques sur pro-football-reference
Willie Lee Galimore, né le 30 mars 1935 à Saint Augustine et mort le 27 juillet 1964 à Rensselaer, est un joueur américain de football américain. Il joua pendant sept saisons avec les Bears de Chicago en NFL.

## Carrière

### Université
Galimore entre à l'université A&M de Floride et intègre l'équipe de football américain entrainé alors par Jake Gaither. Il se fait remarquer par sa vitesse que certains compare à celle de Billy Sims ou encore Terrell Davis. Ses performances lui ouvrent les portes du draft de 1956 de la NFL.

### Professionnel
Il est choisi lors du cinquième tour du draft au cinquante-huitième choix par les Bears de Chicago. Galimore commence en 1957 en tant que rookie et dispute douze matchs marquant sept touchdowns. La meilleure année de sa carrière est celle de 1958 où il inscrit onze touchdowns ; cela lui vaudra une sélection pour le Pro Bowl. À noter que lors de cette saison, il s'essaye au poste de quarterback mais son unique passe en plein match sera interceptée.
Après cela, Galimore observe une baisse de régime ne marquant que quatre touchdowns lors des saisons 1959 et 1960 et faisant neuf fumbles. En 1961, il joue son plus grand nombre de matchs en une saison (quatorze) mais marque sept touchdowns pour huit fumbles. En 1962, il ne joue que sept matchs et marque deux touchdowns et marque cinq touchdowns en 1963, remportant lors de cette même année le titre de champion de la NFL.

## Décès
Willie décède dans un accident de voiture le 27 juillet 1964 à Rensselaer dans l'Indiana alors qu'il n'a que 29 ans. Son coéquipier Bo Farrington qui était dans la voiture de Galimore fut tué lui aussi. Après cette tragédie, l'équipe des Bears prit la décision de retirer le maillot #28 de Willie Galimore. Un centre dans la ville de Lincolnville porte le nom de Galimore où une fresque historique peinte par des écoliers furent accrochée.

## Combat pour les droits civiques
Willie Galimore était un ardent défenseur des droits civiques, participant à des manifestations (quelques semaines avant sa mort) dans sa ville natale de St. Augustine. Il organisait des conférences qui réunissait beaucoup de monde.